# Nevil Shute
Nevil Shute Norway (17. januar 1899, London – 12. januar 1960, Melbourne) var en britisk forfatter.
Han skrev en del romaner om tiden under og efter 2. verdenskrig, f.eks. Pastorale, Manden med pilefløjterne, Ventetid. Nogle af hans efterkrigstidsbøger var præget af hans tro på et kommende stærkt Commonwealth.